# Kanton Saint-Dizier-Sud-Est
Kanton Saint-Dizier-Sud-Est (fr. Canton de Saint-Dizier-Sud-Est) byl francouzský kanton v departementu Haute-Marne v regionu Champagne-Ardenne. Tvořily ho tři obce. Zrušen byl po reformě kantonů 2014.

## Obce kantonu
- Chamouilley
- Roches-sur-Marne
- Saint-Dizier (jihovýchodní část)